# 充填効率
充填効率（じゅうてんこうりつ）とは、4ストロークエンジンにおいて燃焼に寄与する新気の絶対量を表す指標。当該運転状況下での、実際のエンジン状況を示す指標として使用される。記号は、ηc　（イータシーと発音）。
似た概念として体積効率ηv　があるが、エンジン性能を示す指標で、意味が異なる。標準大気状態（1013hPa、20℃、相対湿度60％）下では、両者は同等となる。

## 定義
ηc　= 吸入乾燥新気の重量⁄標準大気状態で行程容積を占める乾燥新気の重量